# Comedie de groază 3
Scary Movie 3 este un film american comedie de groază parodie din 2003 regizat de David Zucker. În rolurile principale joacă actorii Anna Faris, Simon Rex, Charlie Sheen, Leslie Nielsen și Anthony Anderson. Parodiază în special filme ca The Ring, Signs, The Matrix și 8 Mile. Este primul film al seriei în care apare Leslie Nielsen.

## Actori
- Anna Faris este Cindy Campbell
- Regina Hall este Brenda Meeks (special appearance)
- Simon Rex - George Logan
- Charlie Sheen -  Tom Logan
- Leslie Nielsen – President Baxter Harris
- Queen Latifah - Aunt Shaneequa/The Oracle
- Anthony Anderson - Mahalik
- Kevin Hart - CJ
- Camryn Manheim - Trooper Champlin
- George Carlin - The Architect
- Eddie Griffin - Orpheus
- Pamela Anderson - Becca Kotler
- Jenny McCarthy - Katie Embry
- Drew Mikuska - Cody
- Jianna Ballard - Sue Logan
- Denise Richards - Annie Logan
- D. L. Hughley - John Wilson
- Ja Rule - Agent Thompson
- Darrell Hammond - Father Muldoon
- Jeremy Piven - Ross Giggins
- Simon Cowell - în rolul său
- Marny Eng - Tabitha
- Edward Moss - MJ Alien
- Ajay Naidu - Sayaman

### Rapperi în roluricameo
În o scenă principală, câțiva rapperi reali ajută la confruntarea cu extratereștrii:  
- Master P
- RZA
- Raekwon
- Method Man
- Redman
- Macy Gray
- U-God
- Fat Joe
- Ja Rule

### Coloana sonoră
Coloana sonoră Scary Movie 3 a apărut la Varese Sarabande și conține cântece compuse și produse de Jorge Corante și Frank Fitzpatrick, excepție fiind un cântec compus de Rodney Jerkins. 
- "Just Got Serious" - Buku Wise featuring Young Dre
- "Mexican Hat Rap" - Delinquent Habits
- "Ridin Rollin" - N-Kroud Kliq
- "Do You Wanna" - Jug
- "Smoke It Up" - Kebyar
- "Fearless" - Dame Lee
- "Who U Lookin' At" - Gage
- "Rock Rock, Bounce Bounce" - Dame Lee, Featuring Jug
- "White Boy" - Dirt Nasty (Simon Rex), Featuring Kevin Hart & the SM3 crew
- "Mayhem Remix" - Jug, Featuring G-Man & Roz